# 1923 ve fotografii

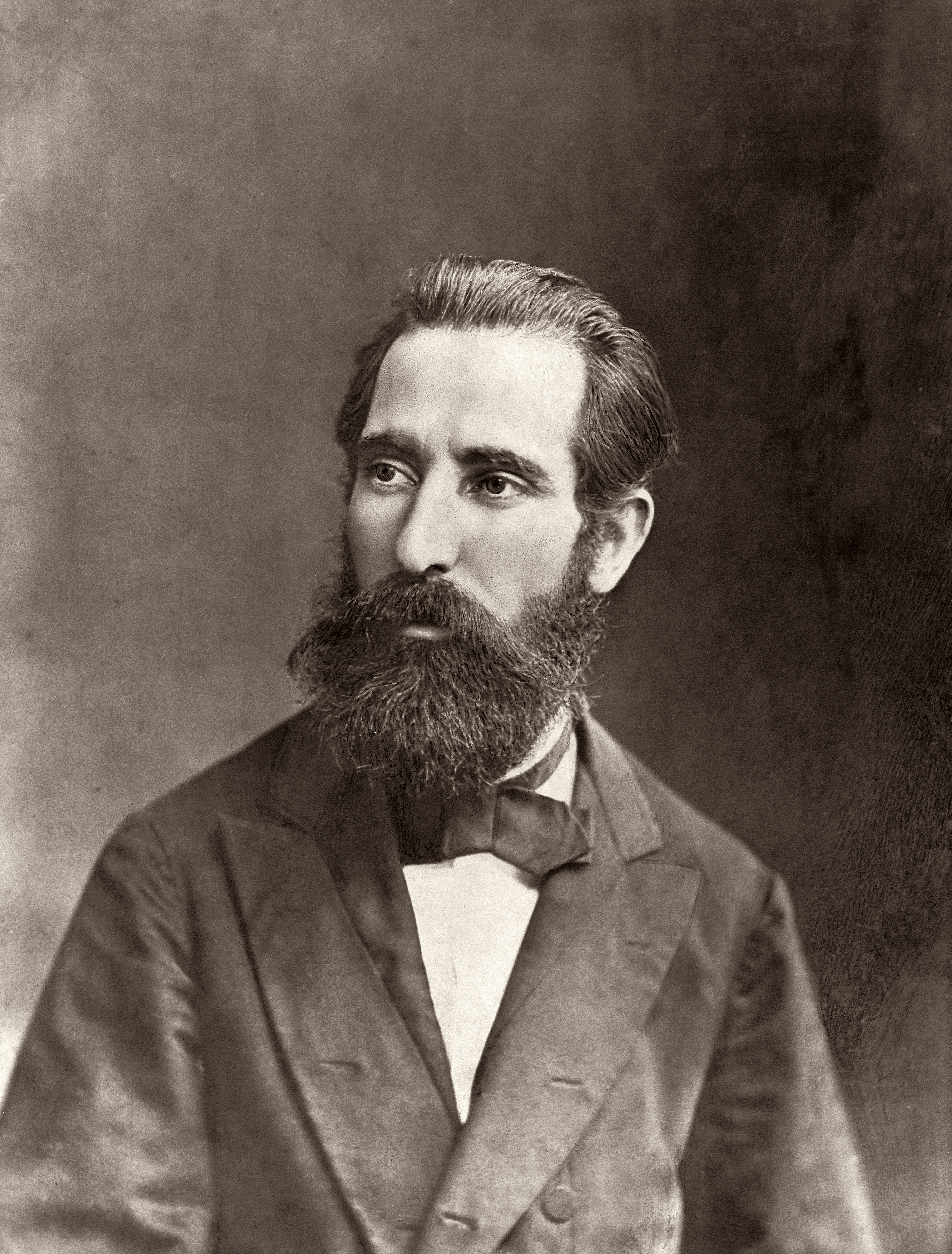
Dne 12. ledna zemřel brazilský dvorní fotograf Marc Ferrez

Tento článek obsahuje významné fotografické události v roce 1923.

## Události
- Koegel vynalezl diazotypii.
- Harold Eugene Edgerton vynalezl xenonový blesk a synchronizaci.
- Sheppard objevil aktivátory emulze.

## Narození v roce 1923
- 31. ledna – Václav Chochola, český fotograf († 27. srpna 2005)
- 22. února – Takamasa Inamura, japonský fotograf († 8. srpna 1989)
- 26. února – William M. Gallagher, americký fotograf, získal Pulitzerovu cenu za fotografii († 28. září 1975)
- 6. březen – Herman Leonard, americký fotograf († 14. srpna 2010)
- 14. března – Diane Arbusová, americká fotografka († 26. června 1971)
- 15. března – Lütfi Özkök, turecký fotograf († 31. října 2017)
- 24. března – Běla Kolářová, česká fotografka a výtvarná umělkyně († 12. dubna 2010)
- 27. března – Inge Morath, rakouská fotografka († 30. ledna 2002)
- 14. dubna – Lydia Clarke, 95, americká herečka (The Atomic City) a fotografka († 3. září 2018)
- 21. dubna – Michel Lambeth, kanadský reportážní fotograf († 9. dubna 1977)
- 27. duben – Jack Welpott, americký fotograf († 24. listopadu 2007)
- 15. května – Richard Avedon, americký fotograf († 1. října 2004)
- 3. června – June Newtonová, australská modelka, herečka a fotografka († 9. dubna 2021[1])
- 24. červen – Marc Riboud, francouzský fotograf († 30. srpna 2016)
- 3. července – Henriette Grindatová, švýcarská umělecká fotografka se surrealistickým přístupem inspirovaným literárními trendy poválečných let  († 25. února 1986)
- 13. července – Erich Lessing, rakouský fotograf a fotožurnalista († 29. srpna 2018)
- 8. září – Vladimír Rocman, český malíř, ilustrátor, grafik, typograf a fotograf († 28. dubna 2016)
- 13. září – Édouard Boubat, francouzský fotograf († 30. června 1999)
- 17. října – Sonja Bullaty, americká fotografka českého původu († 5. října 2000)
- 19. října – Josef Prošek, český umělecký fotograf († 9. prosince 1992)
- 12. listopadu – Stanisław Sommer, desátník polské armády, fotograf a spisovatel († 6. dubna 2002)
- 3. prosinec – Saul Leiter, americký fotograf († 26. listopadu 2013)
- 19. prosinec – Caio Mario Garrubba, italský fotograf († 3. května 2015)
- ? – Dody Westonová Thompsonová, americká fotografka a kronikářka historie a fotografického řemesla 20. století, vyvinula svůj vlastní výraz „přímé“ neboli realistické fotografie, koncem čtyřicátých a padesátých let úzce spolupracovala s ikonami Edwardem Westonem (její bývalý tchán), Brettem Westonem (její bývalý manžel) a Anselem Adamsem (jako asistentka a přítelkyně) (11. dubna 1923 – 14. října 2012)
- ? – Rashid Mahdi, súdánský fotograf, působící ve městě Atbara od 50. do 70. let 20. století (1923–2008)
- ? – Jack Aeby, 91, americký fotograf, environmentální fyzik a strojní inženýr, pořídil jedinou dobře exponovanou barevnou fotografii prvního zkušebního jaderného výbuchu 16. července 1945 v rámci testu Trinity na střelnici nedaleko Alamogordo v Novém Mexiku ((16. srpna 1923 – 19. června 2015)
- ? – Věra Caltová, česká divadelní fotografka v Divadle J. K. Tyla v Plzni (15. června 1923 – 15. května 2009)
- ? – Josef Erhart, český fotograf krajiny, památek, Šumavy a hub a vysokoškolský pedagog (4. února 1923 – 20. října 2009)

## Úmrtí v roce 1923
- 2. ledna – František Oldřich Vaněk, český orientalista, fotograf a propagátor letectví (* 1857)
- 12. ledna – Marc Ferrez, brazilský fotograf (* 7. prosince 1843)
- 22. února – Christiaan Maria Dewald, nizozemský fotograf (* 15. června 1868)
- 13. dubna – Willem Witsen, nizozemský malíř a fotograf (* 13. srpna 1860)
- 16. května – Ernst Kohlrausch, německý sportovní vědec, chronofotograf (* 26. listopadu 1850)
- 5. června – George Hendrik Breitner, nizozemský malíř a fotograf (* 12. září 1857)
- 22. června – Cèsar August Torras, španělský horolezec, fotograf a průkopník-propagátor turistiky (* 5. července 1852)
- 19. července – Daniel Nyblin, finský fotograf norského původu (* 30. června 1856)
- 31. července – Jan Vilím, český fotograf a grafik (* 11. května 1856)
- 20. srpna – James Lafayette, irský fotograf (* 22. ledna 1853)
- 14. prosince – Paul Stang, norský fotograf samouk (* 10. ledna 1888)
- ? – Walston Caselton, britský fotograf (* 1844)
- ? – Jean Geiser, švýcarský fotograf (* 1848)
- ? – Kózaburó Tamamura, japonský fotograf (* 1856)
- ? – William Willis, britský fotograf, vynálezce (* 1841)
- ? – Maruki Rijó, japonský fotograf (* 1854)
- ? – Christian Franzen, dánský fotograf působící ve Španělsku (* 1864)
- ? – Rafael Garzón, španělský fotograf (* 1863)
- ? – Benjamin Simpson, britský chirurg a fotograf aktivní v Indii, Nepálu a Kandaháru (* 31. března 1831 – 27. června 1923)

## Sto let od narození v roce 1823
- 28. ledna – Bruno Braquehais, francouzský fotograf († 13. února 1875)
- 7. února – George Washington Wilson, skotský královský dvorní fotograf († 9. března 1893)
- 24. března – Rendžó Šimooka, japonský fotograf († 3. března 1914)
- 1. července – Friedrich Brandt, německý fotograf († 3. června 1891)
- 12. července – Alexander Hessler, americký fotograf († 5. července 1895)
- 3. října – Frederik Klem, norský fotograf dánského původu († 1. ledna 1895)
- 6. října – Hendrik Veen, nizozemský fotograf aktivní v Nizozemské východní Indii († 14. března 1905)
- 11. prosince – Charles Fredricks, americký portrétní fotograf († 25. května 1894)
- ? – Mathias Hansen, švédský dvorní fotograf († 1905)
- ? – Carlo Ponti, italský fotograf a optik († 1893)
- ? – Emil Rabending, rakousko-uherský fotograf († 1886)
- ? – Pascal Sébah, turecký fotograf († 15. června 1886)
- ? – John Watkins, anglický fotograf († 1874)
- ? – Rjú Šimaová, japonská umělkyně a průkopnice fotografie († 1900)
- ? – Luigi Ricci, italský fotograf († ?)